# Johann Lexa von Aehrenthal
Jan Alois Otto Pavel Karel Maria Štěpán hrabě Lexa z Aehrenthalu (28. listopadu 1933 Praha – 19. května 2008 Vídeň) pocházel ze šlechtického rodu Lexů z Aehrenthalu a byl důstojníkem a členem Suverénního řádu Maltézských rytířů.

## Život
Narodil se jako nejstarší potomek a jediný syn hraběte Johanna Lexy z Aehrenthalu (1905–1972) a jeho manželky Ernestiny Harrachové (1903–1990). Měl mladší sestry Marii Karolínu (* 1935) a Marii Pavlínu (* 1941). V roce 1963 oženil s Alicí von Warsberg (* 1936) se kterou měl syna a dceru.
- Michaela (* 14. 5. 1967 Klagenfurt)
  - ⚭ (4. 6. 1994 Mailberg) Wolfgang hrabě von Kageneck (* 21. 12. 1959 Meschede)
- Johannes (* 19. 6. 1971 Vídeň)

Byl členem Suverénního řádu Maltézských rytířů a stal se kancléřem vekopřevorství rakouské části řádu. V roce 1989 obdržel Großes Ehrenzeichen für Verdienste um die Republik Österreich